# Mercedes-Benz třídy A
Mercedes-Benz třídy A je modelová řada automobilů nižší střední třídy, vyráběná německou firmou Mercedes-Benz od roku 2012. Předchozí dvě generace, uvedené na trh v roce 1997 (W168) a 2004 (W169), patřily do segmentu malých automobilů.
Třída A představuje nejnižší modely firmy Mercedes. První model W168 byl představený na frankfurtské Auto Show v roce 1997. Všechny modely této třídy mají čtyřválcové motory. Do roku 2005 byly vyráběny i v Brazilském Minas Gerais a nyní již jen v Německém Rastattu. V dubnu roku 2016 stála základní verze třídy A na českém trhu 537 240 Kč.

## Modely
- W168 (1997–2005) – 1.4-2.1L
- W169 (2004–2012) – 1.5-2.0L
- W176 (2012-2018) – 1.5-2.2L
- W177 (2018-) – 1.3-2.0L

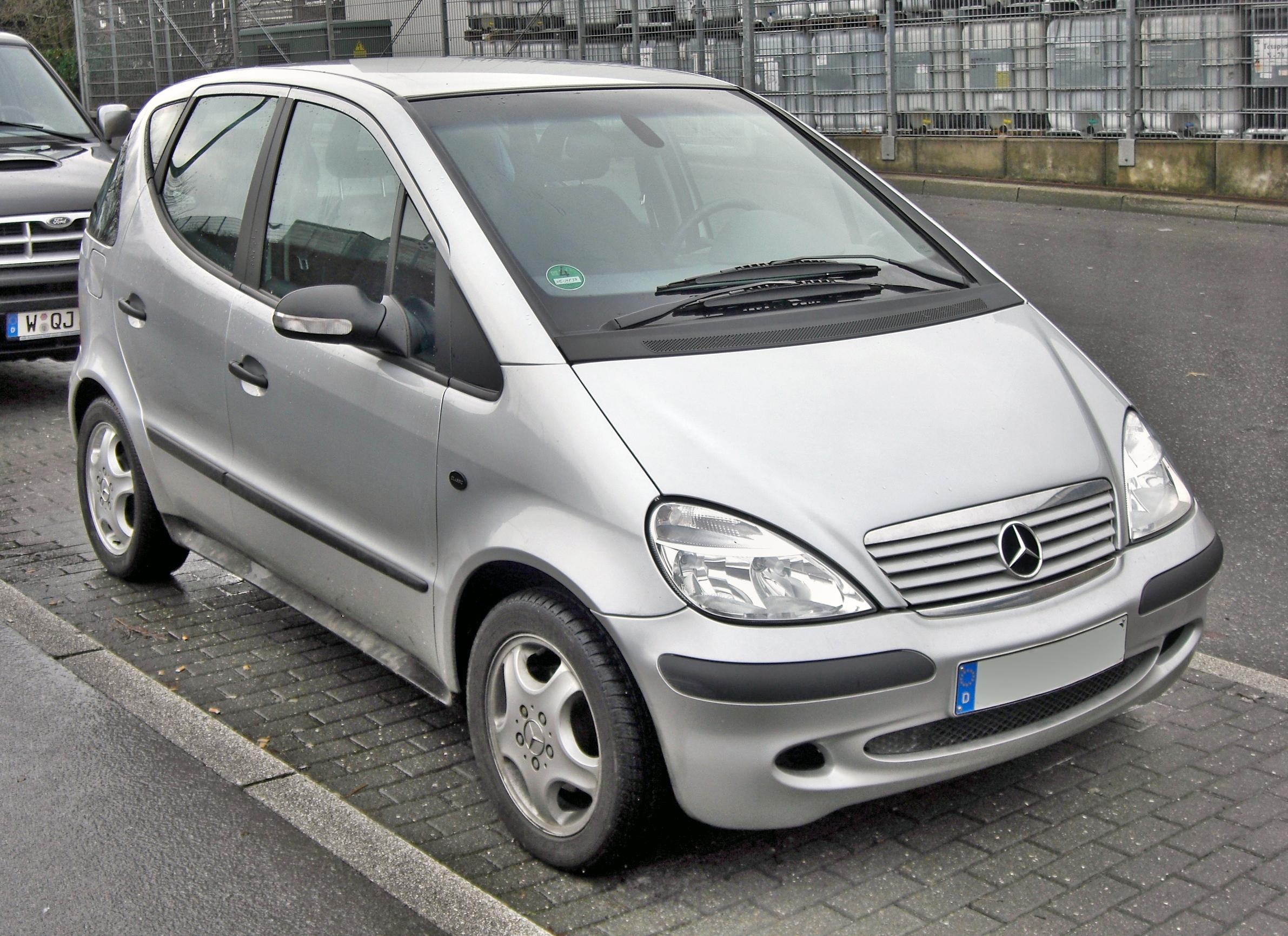
W168
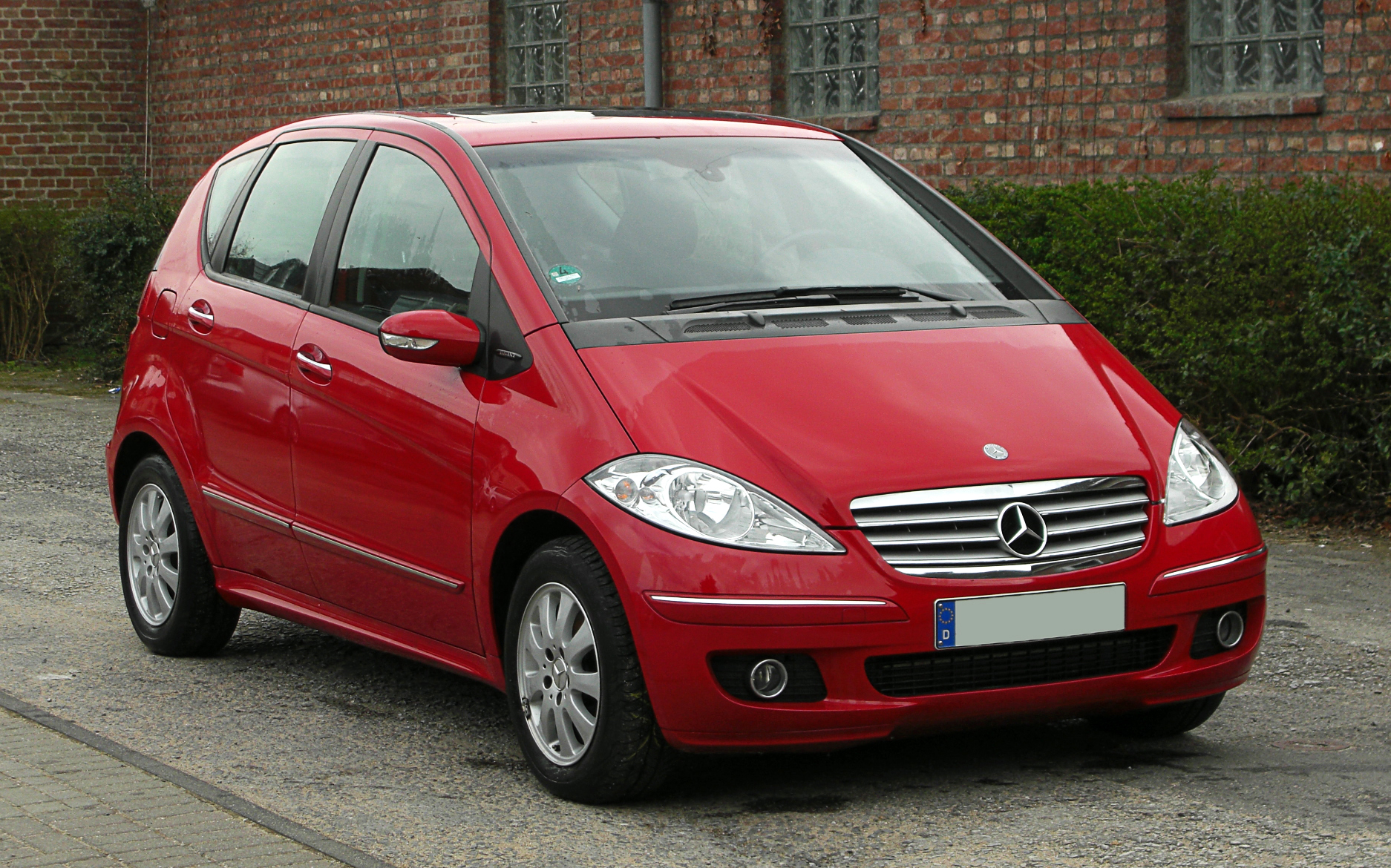
W169
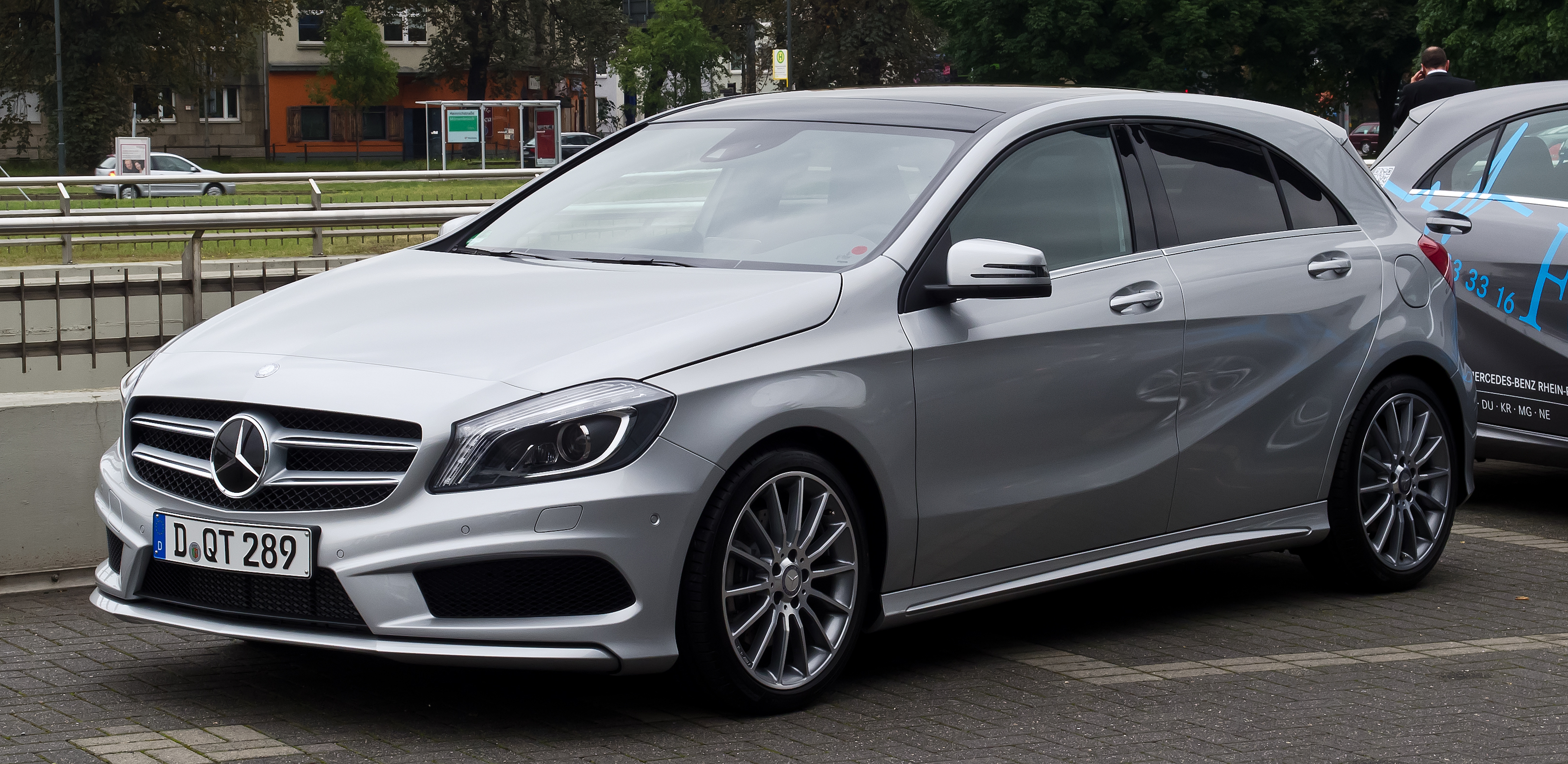
W176
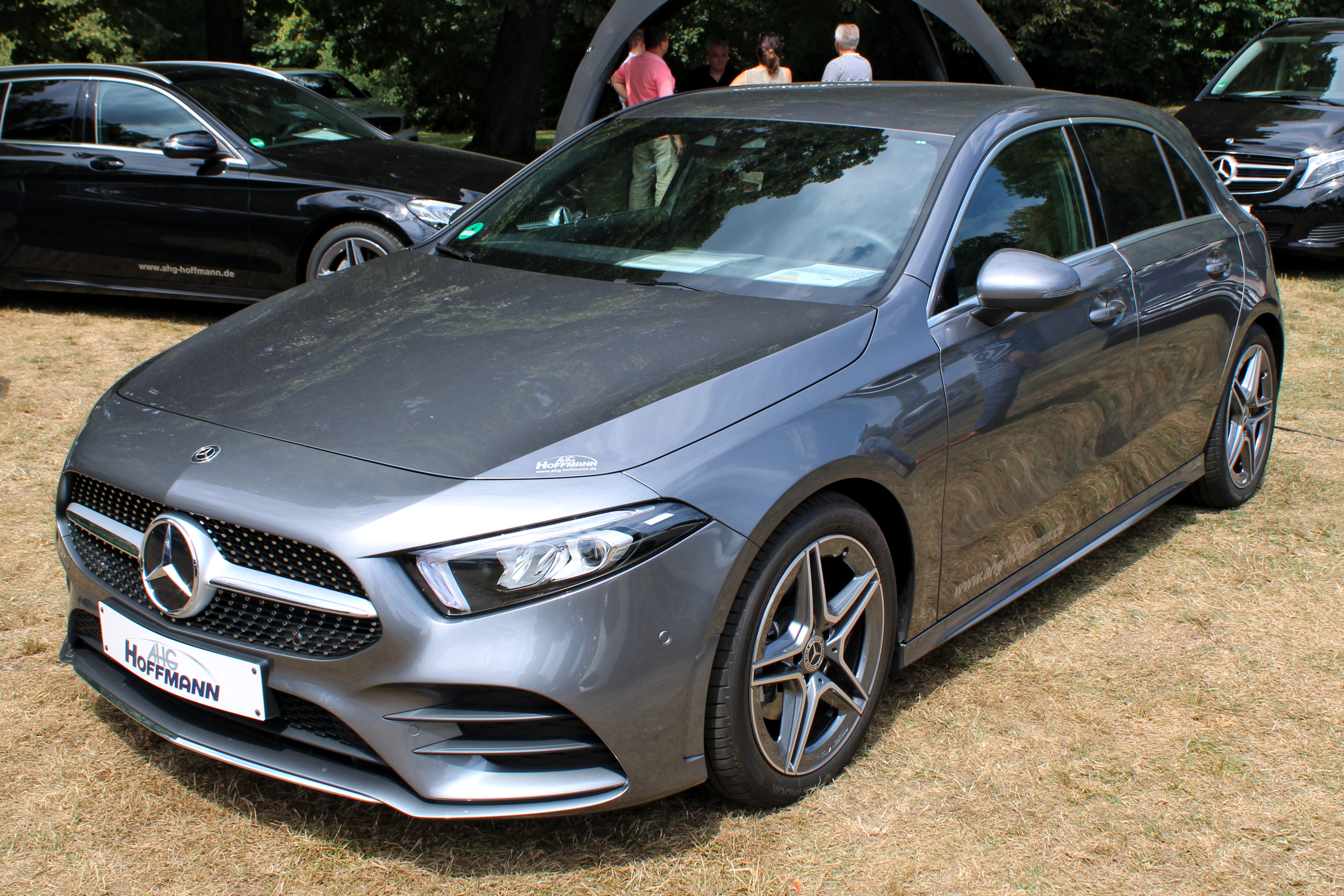
W177